# John McKenna
Pour les articles homonymes, voir McKenna.
John McKenna (né le 3 janvier 1855, né dans le Comté de Monaghan (Irlande) – mort le 22 mars 1936 à Walton hospital de Liverpool) est un homme d'affaires irlandais. Il est aussi le premier entraîneur de l'histoire du Liverpool Football Club avec W. E. Barclay.

## Biographie
Il arrive à neuf ans dans la ville de Liverpool et commence comme coursier d'épicerie.
Avant d'arriver à Liverpool, McKenna joue pour Old Xaverians en amateur. Il a également joué au rugby peu de temps.

### Création du Liverpool Football Club
Tous deux hommes d'affaires dans la région, John McKenna et John Houlding sont amis depuis leur rencontre à l'Ordre d'Orange. Lorsqu'Everton quitte Anfield pour le Goodison Park, Houlding devient président du Liverpool Football Club. Aidant son ami, McKenna devient un membre important du comité dans les premières années du club. Il occupe même la fonction d'entraîneur manager. McKenna est aidé par W. E. Barclay qui le supplée en tant que secrétaire-manager. Barclay s'occupe des affaires administratives du club.
McKenna a la responsabilité de créer une équipe avec les joueurs qu'il souhaite. Il utilise ses relations en Écosse pour obtenir plusieurs joueurs de Glasgow, incluant Duncan McLean, James McBride, Malcolm McVean, Hugh McQueen, Matt McQueen, John McCartney, Bill McOwen et Joe McQue. L'équipe, surnommé l'« équipe de tous les Mac » en référence aux noms des joueurs écossais, n'a pas de joueur anglais dans son équipe. Il débute en Lancashire League, sorte de troisième division anglaise, terminant avec son équipe champion, avec dix-sept victoires, deux matchs nuls et seulement trois défaites, pour soixante-six buts inscrits contre dix-neuf encaissés, devançant de justesse Blackpool FC, malgré le même nombre de points et une différence de buts favorable à Blackpool. Pour une première saison, le club est couronné d'un titre de champion.

### Débuts en deuxième division
John McKenna demande par télégraphe à la Football League que le Liverpool Football Club soit admis dans le championnat. Les joueurs du Liverpool FC disputent leur premier match à domicile dans la Football League contre Middlesbrough Ironopolis le 2 septembre 1893, et gagnent 2-0. La découverte de la deuxième division anglaise a été sans problème, puisque Liverpool réussit à remporter le titre de champion de deuxième division cette année-là, avec vingt-deux victoires et six matchs, sans concéder de défaites, devançant de huit points, le second Small Heath. Ces bons résultats permettent au club d'avoir une affluence plus grande : on passe en moyenne de 2 707 spectateurs en Lancashire League à 6 235 l'année suivante en deuxième division.

### Saison catastrophique en première division
Avec quinze défaites en trente rencontres de championnat, le Liverpool Football Club termine sa première saison en première division à la dernière place du classement, à un point du premier non-relégable, Derby County FC, loin derrière Everton qui finit vice-champion d'Angleterre. L'équipe ne remporte qu'un seul match loin de son terrain, une victoire 1-0 contre Derby County, malgré les dix-huit buts de son buteur Thomas Bradshaw. Liverpool est la deuxième moins bonne défense de la saison derrière Small Health et pourtant la huitième attaque ex aequo en compagnie de West Bromwich Albion, avec cinquante-et-un buts.

### Champion une nouvelle fois
McKenna recrute Tom Watson à Sunderland pour remplacer Barclay. Après 88 matchs de championnat, 127 en tout, sur le banc du Liverpool Football Club, John McKenna se retire en 1896. Il choisit Tom Watson comme son remplaçant. Watson prend alors ses fonctions d'entraîneur et mène le club progressivement vers son premier titre de champion d'Angleterre d'abord avec une deuxième place en 1898-1899, puis la première place en 1901.

### Joueur pour Liverpool
John fait une apparition sous le maillot de l'équipe première des Reds. Le 26 janvier 1907, il remplace le titulaire Arthur Goddard lors d'une rencontre opposant Liverpool à Birmingham City en première division. L'équipe de John McKenna gagne le match sur le score de deux à zéro grâce à des buts de Jack Parkinson et William McPherson. Cette saison-là, le club termine quinzième du championnat, à six points du premier relégable.

### Fonction administrative
McKenna est élu au comité de direction de la Football League en 1902. Il devient vice-président de ce comité en 1908 puis président deux années plus tard. Il reste à son poste pour plus de deux décennies jusqu'à sa mort. John McKenna devient également président du Liverpool Football Club de 1909 à 1914 puis de 1917 à 1919 et occupe également le rôle de directeur au club pendant un grand nombre d'années.

## Palmarès
En tant qu'entraîneur
- Lancashire League (troisième division)
  - Champion en 1893
- Championnat d'Angleterre de football D2
  - Champion en 1894 et en 1896